# تسدنیک
تسدنیک (به آلمانی: Zeddenick) یک منطقهٔ مسکونی در آلمان است که در موکرن واقع شده‌است. تسدنیک ۱۵۷ نفر جمعیت دارد.